# Galvão
Galvão este un oraș în Santa Catarina (SC), Brazilia.